# ديكران أوزليان
تيغران أوزليان (باليونانية: Τιγκράν Ουζλιάν)‏ (مواليد 11 فبراير 1968) هو ملاكم يوناني، مثّل بلاده في الألعاب الأولمبية الصيفية في دورتي 1996 و2000.

## روابط خارجية
تيغران أوزليان على موقع بوكس ريك (الإنجليزية) (registration required)
- تيغران أوزليان على موقع أوليمبيديا (الإنجليزية)